# Штокало Йосип Захарович
Йосип Захарович Штокало (4 (16) листопада 1897, Скоморохи, Галичина, Австро-Угорщина — 5 січня 1987, Київ) — український математик, історик математики, педагог. Доктор фізико-математичних наук (з 1944 року), професор (з 1946 року). Член-кореспондент (з 1948 року) і академік АН УРСР (з 19 травня 1951 року), член-кореспондент Міжнародної академії історичних наук у Парижі (з 1965 року). Член Ревізійної комісії КПУ в 1952—1960 р. Депутат Верховної Ради УРСР 3—4-го скликань.

## Життєпис
Народився 4 (16 листопада) 1897 року в селі Скоморохах (нині Сокальського району, Львівської області). Закінчивши початкову школу в рідному селі, навчався в Сокальській гімназії в 1910—1914 роках (2-7 класи).
У 1915–1931 роках викладав математику в середній школі і технікумах.
У 1931 році закінчив Дніпропетровський інститут народної освіти. У 1931–1941 роках працював у вищих школах Харкова.
З 1941 року — в АН УРСР, з 1946 року заступник директора Інституту математики АН УРСР, в 1949–1951 роках — член Президії АН УРСР і голова Президії Львівського філіалу АН УРСР, в 1956–1963 роках завідувач відділу історії математики Інституту математики АН УРСР, з 1963 року — завідувач сектору історії природознавства і техніки Інституту історії АН УРСР, в 1944–1951 і 1956–1972 роках — завідувач кафедри диференціальних рівнянь Київського університету.

Могила Йосипа Штокала

Помер на 90-му році життя 5 січня 1987 року. Похований разом із родиною на Байковому кладовищі (ділянка № 9, 50°25′4.40″ пн. ш. 30°30′31.90″ сх. д. / 50.4178889° пн. ш. 30.5088611° сх. д.).

### Родина
- Дружина — Штокало Зінаїда Євстафіївна (1903—1969) — інженер-хімік.
  - Дочка — Штокало Мирослава Йосипівна (1926—2014) — науковиця-хімік, доктор хімічних наук.
    - Зять — Дебрівський Іван Єлісейович — багато років працював на громадських посадах. Був ректором Інституту легкої промисловості, завідував кафедрою опору матеріалів.
    - Онука — Ісаєва Мирослава Іванівна (1954—2009) — філолог.

## Наукова та громадська діяльності
Праці в галузі теорії диференціальних рівнянь та історії математики в Україні. Один з авторів «Истории отечественной математики», «Нарису розвитку математики на Україні за 40 років Радянської влади» (1958); редактор видання повного зібрання творів українських математиків Г. Вороного й М. Остроградського.
Член ВКП (б) з 1941 року. Вів велику громадську роботу: багаторазово обирався членом Львівського міськкому та обкому Компартії України, депутатом Львівської міськради. Був депутатом Верховної Ради УРСР 3-го і 4-го скликань (1951–1959 роки), делегатом XVII, XVIII, XIX з'їздів Компартії України, неодноразово входив до складу делегації УРСР в ООН.

## Нагороди
- Заслужений діяч науки УРСР (з 30.04.1968 року).
- орден Леніна (3.05.1954)
- Орден Жовтневої Революції (15.11.1977)
- Орден Трудового Червоного Прапора (20.07.1971)
- Медаль «За трудову доблесть» (01.10.1944)
- Медаль імені А. Койре (за видання чотиритомного курсу «Історії вітчизняної математики»)
- Почесні грамоти[5].

## Вшанування пам'яті

меморіальна дошка

30 листопада 1989 року в Києві, на «Будинку вчених» на вулиці Микільсько-Ботанічній, 14/7, де з 1974 по 1987 рік у квартирі № 19 жив Йосип Штокало, встановлено бронзову меморіальну дошку.